# 沙贡乡 (昌都市)
沙贡乡（藏語：ས་རྒང་，威利转写：sa rgang）是中国西藏自治区昌都市卡若区下辖的一个乡，位于区境西北部，总面积589.7平方千米，2000年人口4684人。全乡平均海拔3500米，主要居民点与土地位于昂曲河中游河谷地带，是一个农业乡，主要农产品有青稞、小麦、油菜。2008年，下辖10个村委会：小土村、达东村、莫仲村、琼卡村、温达村、格秀村、卡洛村、约宗村、多普村、果洛村。